# Хазака
Хазака́ (ивр. חֲזָקָה‎ — владение, обладание) — в праве еврейском:
1. способ приобретения права на владение имуществом;
2. средство доказательства прав на владение имуществом;
3. обоснование существующего положения вещей на основе фактических и юридических данных.

В современной юридической терминологии — непосредственное владение и право на владение.
Определить время возникновения института хазаки у евреев чрезвычайно трудно; бесспорно можно утверждать только то, что в конце XVI столетия хазака уже практиковалась в самых широких размерах между евреями на Литве.

## Хазака на имущество нееврея
Покупая хазаку на недвижимое имущество нееврея, еврей приобретает право исключительного владения этим имуществом или, точнее, исключительного воздействия на него, влияния на это имущество. Опираясь на хазаку, владелец её проявляет свою деятельность по отношению к такому имуществу в двояком направлении: во-первых, он старается окончательно завладеть этим имуществом и во-вторых, он устраняет конкуренцию других евреев на него. Что касается первого рода воздействия на это имущество, то купившему хазаку предоставляется полнейшая свобода в выборе средств для достижения этой цели, что и означается словами в купчих актах: «предоставляется (такому-то) полное право завладеть имуществом посредством каких бы то ни было мер», а до того времени купившему хазаку предоставляется исключительное право арендовать, продавать, завещать, отдавать в наем или под залог и дарить упомянутое в гахлате (купчей) на хазаку имущество, открывать торговлю, передавать это право другим лицам, — одним словом, распоряжаться всем этим, как будет угодно, как каждый человек распоряжается своею собственностью.
С этим положительным правом исключительного воздействия на имущество нееврея стоит в тесной логической связи второе последствие для приобретшего хазаку, а именно: право устранения конкурентов. Эту обязанность кагал и Бейт дин всегда берет на себя.
Продажа хазак производилась кагалом совершенно открыто, но впоследствии такой порядок признан был им неудобным.